# 古屋孝広
古屋 孝広（ふるや たかひろ、1984年4月15日 - ）は、日本のラグビー選手。

## プロフィール
- 山梨県出身[1]。
- ポジションはスタンドオフ(SO)。
- 身長 172cm、体重 82kg
- ニックネームはジャガー[2]。
- 高校日本代表に選ばれたことがある。

## 略歴
甲府工業高校、山梨学院大学を経て、2008年、ホンダヒートに加入。
2009年10月9日に行われたジャパンラグビートップリーグ第5節のサントリーサンゴリアス戦に途中出場で公式戦初出場を果たす。
2017年、ホンダヒートを退団した。